# Frälsaren inte gjord av händer (1100-talet)
| Framsidan |  | Baksidan |
| Framsidan |  | Baksidan |

Frälsaren inte gjord av händer (kyrkslaviska: Спа́съ Нерꙋкотво́рный; ryska: Спас Нерукотворный) är en östlig ortodox ikon föreställande Jesus Kristus ansikte och som tillverkades under 1100-talet.

## Historik
Frälsaren inte gjord av händer tillverkades i Himmelsfärdskatedralen i Moskva.
Ikonen finns idag bevarad på Tretjakovgalleriet i Moskva, Ryssland med nummer 14245.

## Beskrivningar
- På framsidan avbildas Kristus ansikte. På baksidan avbildas ett kors och kallas för ''Tillbedjan av korset'' (se bilder).[1]
- Ikonens storlek är 77 x 71 centimeter.[1]

## Bilder

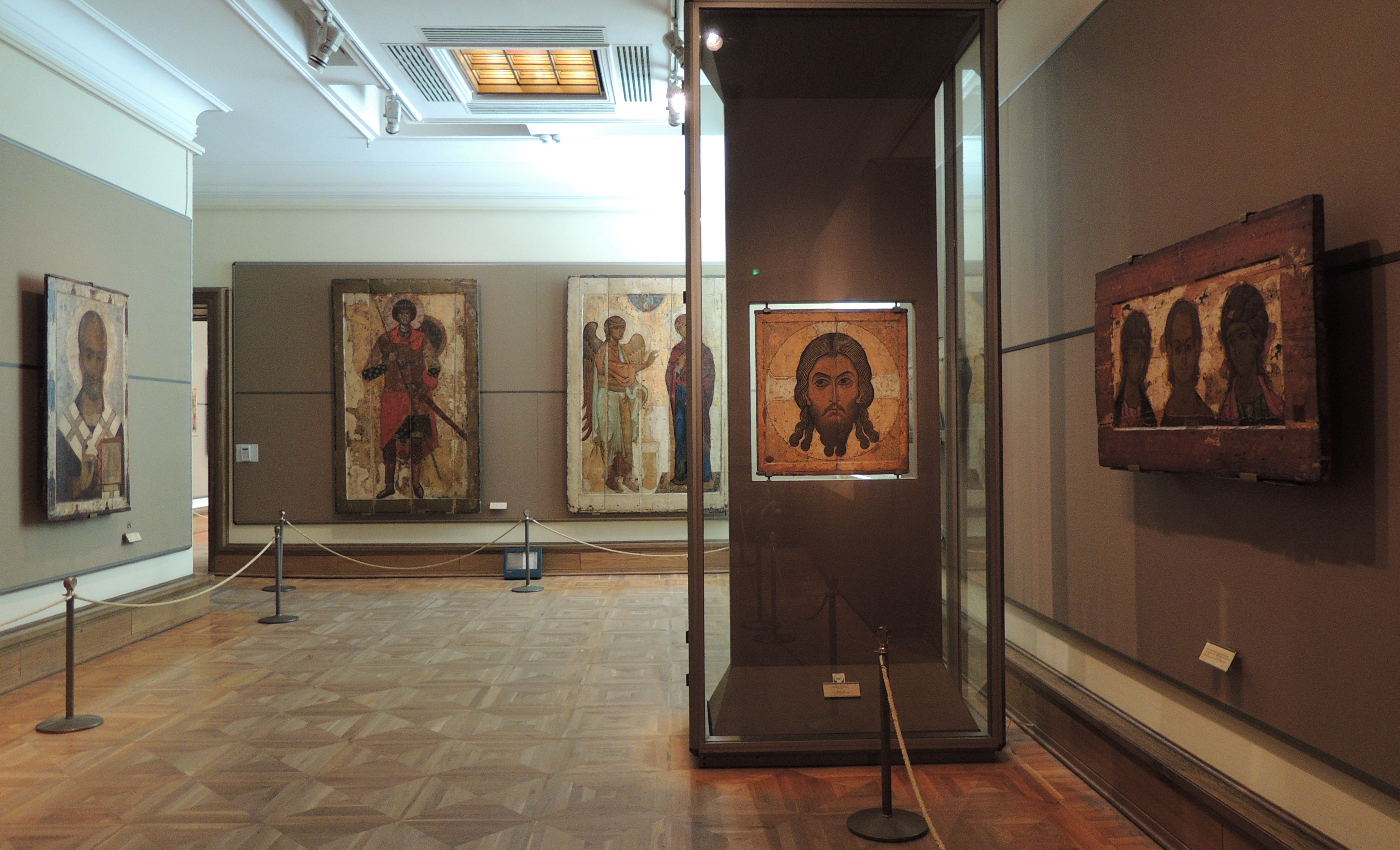
Ikonen på museet.